# Skvotiranje u Holandiji
Skvoterski pokret u Holandiji je započeo još 1965. godine, a svoj vrhunac doživljava početkom 1980-tih, koje se smatraju “zlatnim godinama” skvoterskog pokreta. Posle toga, pokret naglo opada, da bi se stabilizovao tek 1990-ih kada se više okreće zauzimanju napuštenih prostora na periferiji, van politički bitnih delova grada. Skvotovi se zovu na holandijskom - kraakpands, a skvoteri - kraakers.
U Amsterdamu je skvoterski pokret veoma jak, u svakom trenutku broji nekoliko hiljada skvotera u nekoliko stotina zauzetih prostora i smatra se paradigmatičnim ne samo za Holandiju već i za celu Evropu. Iako su većina njih mladi, postoje i skvoteri od preko 40 i 50 godina, koji su takođe deo scene, a takođe je mnogo i stranaca koji tu žive. Amsterdamski skvotovi mogu trajati od par meseci do nekoliko desetina godina. Duivenvoorden (2000) procenjuje da je u Holandiji, između 1965. i 1999. ukupno oko 50.000 ljudi živelo u skvotu neko vreme.

## Istorijat
Zanimivo je kako je skvotanje u Amsterdamu počelo. Krupni vlasnici nekretnina su namerno ostavljali stanove prazne i time stvarali veštačko pomanjkanje stambenog prostora da bi podigli cenu kvadrata. U jednom trenutku mnogima je prekipelo i mnogi mladi ljudi su odlučili da se jednostavno usele u prazne zgrade. Provosi, čuveni holandski aktivisti 1960-ih, su podsticali rane akcije skvotiranja, a u njihovim “belim planovima” bilo je i useljenje praznih stanova i kuća.
Prema Hansu Prujitu, u drugoj polovini 1970-ih Amsterdam je imao oko 600.000 stanovnika i oko 53.000 ljudi koji su tražili smeštaj, a red čekanja studenata na smeštaj je bio duži od trajanja studija. Skvoteri svoje aktivnosti često predstavljaju kao protest prema manjku stabenog prostora i na taj način dobijaju širu podršku. Justus Uitermark, sociolog iz Amsterdama kaže: “Skvoterski pokret se javio 1970-ih kao glavna snaga sposobna da manjak stambenog prostora stavi na političku agendu.”
Između 1968. i 1981. godine je zauzeto više od 25.000 građevina širom Holandije, a od toga 10.000 samo u Amsterdamu. Postojali su skvoterski barovi gde su se skvoteri okupljali radi dogovaranja sledećih akcija, gde su mogli saznati za nove skvotove, čitati skvoterske publikacije i družiti se. Postojale su skvoterske kuhinje za beskućnike i siromašne, skvoterski savet koji je koordinirao akcije i informativni centri (u skvotiranim zgradama) u kojima su mogli dobiti pravne savete i pomoć advokata, podneti žalbe protiv policijske brutalnosti i protiv vlasnika nekretnina. Prujit prenosi da je 1981. je u Amsterdamu bilo oko 9.000 skvotera. 
Iako mnogi ljudi skvotiraju jednostavno da bi imali gde da žive, javljaju se i mnoge politički bitne akcije zbog sve prisutnijeg osećaja nezadovoljstva vladinim planovima da smanji broj stanova u gradu, razmesti stanovništvo i funkcionalizuje ulice i infrastrukturu. Mnogi su se bunili jer vlada više brine o automobilima nego o ljudima. U tom periodu nastali su slogani poput: “kola u spavaće sobe, ljude na ulicu”, “garaže = rat” i “prazni prostori = rat”.

### Groote Keyser
Groote Keyser predstavlja prekretnicu u skvoterskom pokretu. To je red od šest niskih zgrada, duž jednog od amsterdamskih kanala u starom, istorijskom, delu grada. Zgrade, koje predstavljaju kulturnu baštinu grada su bile predviđene za rušenje, a posedovala ih je investiciona kompanija OGEM, koja je u očima mnogih predstavljala neobuzdani (spekulativni) kapitalizam.
Iako je većina stanovnika dobrovoljno otišla, ne čekajući da ih izbacuju, malobrojni koji su odlučili da ostanu i da brane zgradu su od javnosti zatražili pomoć. U jednom trenutku su im amsterdamski skvoteri zakucali na vrata i tog trenutka su njihovi izgledi naglo porasli. Barikade su postavljene i oformljen je tim za štampu, a Groote Keyser ubrzo postaje “ponos skvoterskog pokreta”. 1. novembar 1978. je bio dan kada su skvoteri došli u Groote Keyser, a već sledeće godine, 1979. je postao “nacionalni simbol bunta protiv izdaje 53.000 amsterdamskih beskućnika, praznih prostora i luksuznih stanova.”
U čekanju iseljenja, skvoteri su utvrdili kuće, organizovali odbranu i osnovali skvoterski piratski radio Free Keyser koji je emitovao hardcore-punk muziku i skvoterska saopštenja, a koji postoji i danas. Slali su izviđače, da bi saznali kada policija kreće, stotine ljudi je bilo vazda spremno, a živelo se u danonoćnom opsadnom stanju. 1. oktobra 1979. je najavljeno iseljenje i skvoteri su morali iseliti u roku od mesec dana. Dva meseca kasnije još se ništa nije dogodilo, ali su kružile glasine o “velikom odredu specijalaca” koji se spremao za borbu sa skvoterima. Skvoteri nisu čekali, već su udarili prvi – stotinjak ljudi napalo je skupštinu grada petardama i dimnim bombama. Skvoteri iz raznih delova Amsterdama krenuli su ujedinjeni u ovu akciju, koja nije trajala ni 15 minuta, ali je predstavljala prekretnicu i objavu rata političarima.
Prvi napadači na Groote Keyser bili su batinaši koje je unajmio vlasnik nekretnina, a posle njihovih poraza dolazila bi policija. Skvoteri u zgradi su dobijali pomoć spolja od omladine koja je gađala policiju kamenjem. Skvoteri su bili toliko spremni na borbu s policijom da su prilikom bacanja suzavca imali maske i limunove koje bi cedili u oko da isteraju gas. Na demonstracijama krajem januara 1980. je 3000 ljudi marširalo pored kuća dok su se iznutra vijorile zastave ukrašene skvoterskim simbolima. Tenzije su porasle krajem februara posle serije policijskih napada, manjih iseljenja i hapšenja. Skvoteri su proglasili april mesecom akcije i započeli ga sa skvotiranjem 52 luksuzna apartmana na Prins Hendrikkade-u. Talas skvotiranja je dostizao vrhunac.
1. oktobra 2010. godine usvojen je zakon koji zabranjuje skvotiranje na teritoriji Holandije.

### Krunisanje kraljice Beatrix
30. aprila 1980. godine se dogodila najpoznatija akcija skvotera, ometanje krunisanja kraljice Beatrix pod sloganom ”Nema stanova – nema krunisanja (nl: Geen woning - Geen kroning)”. U Amsterdamu je falilo najmanje 50.000 mesta za stanovanje, i skvoteri su stekli simpatije većine Holanđana tržeći stanove po razumnim cenama. Akcija nije imala za cilj prekidanje krunisanja, već je bila demonstracija moći ujedinjenog delovanja skvotera, kojom su svi bili izneneađeni: sami skvoteri, policija (sasvim nemoćna pred naletom skvotera), javnost, mediji i svi ostali.

## 1980-te
Početkom 1980-tih godina skvoteri su potpuno kontrolisali amsterdamske ulice. Takvo stanje je primoralo vladu da donese nove zakone koji bi regulisali situaciju, da pojača legalnu upotrebu sile tako što je policija dobila više novca iz budžeta, povećana ovlašćenja pri iseljenju, okršajima sa skvoterima, ali i da zatvori oči pred batinašima koje su slali vlasnici nekretnina. Ali, uprkos svim tim merama, holanski zakoni su ostali među najliberalnijim u celoj Evropi.

### Autonomen (autonomni)
Mnogi skvoteri su prozvali sebe "Autonomen (autonomni) " po ugledu na svoje saborce u Nemačkoj. Kada je “Borbeni autonomni front” preuzeo odgovornost za omanji bombaški napad na gradski sekretarijat za dodelu stanova, u medijima su odmah predstavljani kao teroristi, a oni su na širenje svih tih priča odgovorili jednom pošalicom. Urednici skvoterskog časopisa “Bluf!” pozvali su jednog od najpoznatijih mejnstrim novinara na ekskluzivni intervju. Novinar je, naravno, pristao i odveden je na “tajnu lokaciju” s povezom na očima. Tamo su urednici Bluf!-a, koji su se za intervju pripremili učeći klasične revolucionarne parole, dali intervju novinaru i dopustili mu da se slika s njima. Kasnije su novine objavile intervju i sliku “hrabrog novinara” s “maskiranim pripadnicima Borbenog autonomnog fronta”. A Bluf! magazin je objavio sliku novinara s povezom na očima u društvu trojice urednika časopisa

### Raskol u pokretu
Posle prvih gubitaka na strani skvotera, poput skvota Lucky Luijk koji je izgubljen 1982. godine u borbi sa policijom i članovima jedne desničarske stranke, javljaju se nesuglasice mešu samim skvoterima oko načina vođenja borbi. Nastale su dve struje skvotera: jedni su samo hteli da reše svoj egzistencijalni problem - zauzeti stan i legalizovati ga što pre moguće, da bi presto da bude skvot, a drugi su bili radikalni skvoteri, koji su u problemu stanovanja videli samo još jednu nepravdu sistema, pored povećanja gladi u svetu, proizvodnje nuklearnog otpada, pretvaranja gradova u betonske džungle, itd. (lista je podugačka). Iz njihove perspektive, njihova borba na barikadama bila je deo iste borbe koja se u trećem svetu vodila kalašnjikovima, a to je bila borba siromašnih i potlačenih protiv bogataša i tlačitelja.
1983. vlasti su počele intenzivno raditi na produbljivanju podela među skvoterima, marginalizovanju radikalnih skvotera i njihovom odstranjivanju. Policija i vlasti više nisu birali sredstva, koristili su oklopna vozila, dizalice i bagere. U borbi za Groote Watering policija je bila toliko domišljata da je koristila dizalice koijma je na krov zgrade spustila kontejnere pune specijalaca preobučenih u Deda Mraza, ne bi li iznenadila skvotere.
U februaru 1984. se na udaru našla zgrada u Weyersu u kojoj su bile umetničke galerije, kafići, infošopovi i prostor za svirke. Uprkos 500 branitelja, zgrada je iseljena od strane policije a danas na tom mestu stoji Holiday Inn.

### Smrt Hanska Koka
U maju 1985. Papa je došao u posetu Amsterdamu, a milioni guldena su uloženi u obezbeđenje manifestacije, koju su skvoteri uspeli uništiti. Vlasti su oštro reagovale i poslale su specijalnu jedinicu policije u radničko predgrađe koje je bilo poznato kao skvoterski kraj. Izvršili su nelegalno iseljenje (bez naloga suda) jedne žene i njenog deteta, a stotine skvotera se odmah uputilo na lice mesto pokušajući da ponovo zauzmu kuću. Došlo je do eskalacije nasilja, policija je počela da puca prema ljudima, ranili su jednu osobu a uhapsili 32 ljudi koji su u stanici bili brutalno premlaćeni. Među uhapšenima je bio i Hans Kok koji je umro pod nepoznatim okolnostima u ćeliji u policijskoj stanici. Godinu dana posle njegove smrti, oktobra 1986. tiha povorka je prošla pored policijske stanice. Zastali su nekoliko minuta, niko nije govorio, niko se nije pomerao, samo su bubnjevi udarali lagani ritam, a ubrzo su i oni zaćutali.

### Paljenje hotela
29. marta 1986. su skvoteri zapalili hotel u Kedichemu, u kom je trebalo da dođe do ponovnog ujedinjenja dve desničarske frakcije u jednu partiju CP. Iz Utrehta je došla kolona od stotinjak automobila i kombija punih ljudi naoružanih bejzbol palicama i dimnim bombama, rešenih da prekinu kongres. Moto je bio: “Ne smemo dozvoliti fašistima da se organizuju.” Ispred hotela je bila policija, koja je ljude upozorila da se raziđu inače će primeniti silu, na šta se nekoliko stotina prisutnih ljudi sa močugama i kacigama nasmejalo. Policajci su onda ušli unutra i rekli političarima: “Gospodo, imamo neprijatne vesti za vas, isped hotela je 200 razbojnika i mi vas ne možemo zaštititi.” Ubrzo su cigle, flaše i dimne bombe počele da uleću kroz prozor, jer su okupljeni hteli da nateraju političare da izađu, ne bi li se fizički obračunali sa njima. Jedna dimna bomba se zakačila za zavesu i ubrzo je izbio požar. Svi su počeli da beže, a jedna žena, sekretarica partijskog lidera, je izgubila nogu (koja joj je amputirana zbog zadobijenih povreda) iskačući kroz prozor sa drugog sprata.
To je bio sam mali deo rata koji su skvoteri 1980-ih vodili protiv desničara. Militantni skvoteri i ostali, osnovali su RAF (skraćno od radikalni antifašisti) i jurili su deničarske kongrese širom zemlje, po selima i gradovima, i rasturali ih masovnim tučama, dimnim bombama i na druge načine. “Organizacija je bila poput mafijaške tajne službe. Motori su jurili svuda naokolo, prateći fašiste i sve je išlo poput dobro podmazane mašine” govori jedan od očevidaca, Kasper.

### Novi zakon o stanovanju
1. januara 1987. godine je stupio na snagu novi zakon o stanovanju. Vršila se japifikacija grada, dok je skvoterski pokret bivao marginalizovan. Pošto je sve manje Holanđana htelo da skvotira, pokret se počeo bliže vezivati za nemačke autonomene a redovi skvotera su se popunjavali aktivistima iz cele Evrope. Skvotere su u medijima počeli prikazivati kao strance, a neofašističke skinheds grupe su napadale skvotere neretko pred očima policije. Tada se iz skvoterskog pokreta rodila RA RA (antirasistička akciona grupa) koja je sa fašistima vodila prave ulične borbe. Represija prema pokretu je bivala sve žešća, njihove (re)akcije sve ekstremnije, a istovremeno je popularni skvoterski pokret postajao sve slabiji.

### Marienburcht
24. aprila 1988. je preduzeta još jedna velika akcija policije u Nijmegenu. U tom gradu su skvoteri u 16. septembra 1986. zaposeli Mariënburg (koji su nazvali Marienburcht), veliku praznu zgradu u vlasništvu Shella. U početku su stotine skvotera naoružanih bejzbol palicama pod kacigama uspeli odbaciti policajce, ali je sledeći dan došlo dovoljno policajaca koji su, uz žestoku borbu, uspeli da isele skvotere i uhapse 123 osobe. Dan kasnije je iseljen i jedan ženski skvot zauzet još 1980. godine, i gradske vlasti su proglasile Nijemegen zonom bez skvotera (“kraaker-free zone”).
18. juna 1988. je policija napala jednu od najvećih skvoterskih zgrada, Konradstraat, u kojoj je živelo oko 140 ljudi. Skvoteri nisu očekivali napad tolike žestine, jer su pregovarali sa vlastima oko renoviranja zgrade o svom trošku i otvaranju radnih mesta u njoj, pa su ubrzo bili izbačeni. Socijaldemokrate koje su tada bile na vlasti, su pokazali da im prioriteti nisu rešavanje problema stambenog prostora i nezaposlenosti već problema skvotera, koji tada shvataju da za njih nema veće razlike da li vlada levica ili desnica.

## 1990-te
1990-tih centar Amsterdama se čisti od preostalih skvotova i preuređuje u za mesta za turiste. U centru grada, koji se pretvara u veliko gradilište, gotovo da više nema skvotova.
1993. godine je u celoj Holandiji bilo svega oko hiljadu skvotova. U tom periodu je paranoja zahvatila već marginalizovani pokret, a jedan od očajničkih pokušaja oživljavanja pokreta je osnivanje Političkog krila skvoterskog pokreta (PVK), koji su sastavili spisak izdajnika koje je trebalo eliminisati i izdali ga kao knjižicu pod naslovom Biseri pred svinje (hol: Parels voor de Zwijnen) u kojoj su se nalazila imena oko 200 ljudi koji su navodno bili policijski doušnici, sluge režima, mladi japiji i slično.
Tokom ekonomskog buma 1990-ih, sve što je bilo alternativno je gušeno, ali ipak, krajem 1990-ih dolazi do promene stava gradskih vlasti prema skvotovima i počinju da cene njihov kulturni značaj za grad. Mnogi smatraju da je to zato što je Amsterdam polako postajao dosadan.

### NDSM
Skvotersko pitanje je ponovo privuklo pažnju javnosti 1998. godine kada je 12 poznatih amsterdamskih skvotova iseljeno u isto vreme (ADM, SILO, Vrieshuis Amerika, Ruigoord, Kalenderpanden, Lloyd Hotel, Zeezicht, Plantage Dok, Houtkopersburgwal, Douaneloods, OHK 33, Argentinië). Skvoteri su se udružili radi zajedničkih akcija: debata, javnih rasprava, manifestacija, ulične umjetnosti, demonstracija, privlačenja publiciteta, objavljivanja knjiga, pisama vladi, itd i dobili su podršku mnogih kulturnih institucija i javnih ličnosti u Holandiji. Istovremeno je Amsterdam kritikovan spolja, da gubi svoj imidž tolerancije i da više ne predstavlja uzbudljivu kulturnu klimu punu eksperimenata, kao nekad. Umetnici su menjali Amsterdam za Roterdam, a Amsterdam je pretio da postane muzej 18. i 19. veka, pojas kanala koji su privlačni jedino starijim turistima.
U godini nakon iseljenja, 1999. je osnovana radna grupa sastavljena od pozorišnih trupa, umetnika i skejtera koji su tražili prostor gde će nastaviti svoje aktivnosti. Saznali su da je lokalna vlada na severu Amsterdama raspisala konkurs za preuređenje napuštenog pristaništa, a osnivanje fondacije je bio jedan od uslova da bi se mogao dobiti prostor i sredstva. Radna grupa je 2000. godine osnovala fondaciju nazvanu Kinetisch Noord i uz pomoć arhitekata i profesionalnih savetnika, napisala plan, koji je vlada prihvatila.
Dobili su 10 miliona evra za obnavu starog pristaništa i za još deset građevinskih projekata. To se nekim članovima grupe nije svidelo pa su napustili projekat i vratili su se skvotiranju.

## 2000-te
Iako je pokret danas znatno slabiji nego prethodnih decenija i zbog ubrzane džentrifikacije se sve više seli od centra ka periferiji, skvotovi su postali jedan od simbola Amsterdama, pa se mogu i naći u turističkim brošurama, gde se pominju kao jedna od glavnih atrakcija. O njima se često snimaju i dokumentarni filmovi.
Pokret danas više nije toliko militantan, a skvoterska mreža izdaje vodič skvotova u gradu, ima svoj TV program, internet kafee, fitnes centar i pruža usluge iznajmljivanja bicikla i autobusa. Zauzete kuće se redovno popravljaju i održavaju i plaćaju grejanje, struju i vodu. Teško je reći za skvotere da su paraziti, ali mnogi ih doživljavaju kao strance, što je često slučaj, jer mnogi od njih su Italijani, Nemci i ljudi iz bivše SFRJ, a sve više i Afrikanci i Arapi koji nemaju para za stan. Nezadovoljna prilivom stranih skvotera, Miriam Otten iz gradske vlade, kaže da “mnogi ljudi misle da je u Amsterdamu sve moguće, a zapravo nije i to se polako počinje shvatati”.
Skvotirane zgrade po Amsterdamu najpre možete poznati po zelenim, žutim i crvenim prozorima i mnoštvu pamfleta na njima, zajedno sa skvoterskim znakom (koji izgleda kao zaokružena munja) koji svima govori da je zgrada skvotirana. Ovde ljudi sa raznih strana sveta nalaze besplatan sveštaj, studenti, omladina, pankeri, radnici, emigranti i ostali koji nemaju para za hotel. Često se dešava da su ostali stanari prijateljski nastrojeni prema skvoterima, a pogotovo u jeftinijim zgradama namenjenim rušenju, gde se dešava da skvoterima daju ključeve od praznih prostorija, u nadi da će to oživeti zgradu i odložiti rušenje.
Iseljenja, po pravilu, nailaze u talasima, tokom kojih policija iseli nekoliko skvotova za par dana, a to se dešava par puta godišnje. Postavljanje barikada za skvotere ima efekta, jer ako uspeju da se odbrane dan ili dva, najčešće ostaju u prostoru do sledećeg talasa.
Amsterdamski skvoteri su veoma solidarni što slikovito prikazuje događaj iz 2000. godine. Jednog popodneva su policajci navratili do skvotova u Swammerdamu (istočni Amsterdam) da “provere njihove sigurnosne mere, ali da ne čine još uvek ništa”. Skvoteri su odaslali poziv na uzbunu i za nekoliko minuta su ljudi iz celog grada počeli da pristižu. Ljudi su uskoro zakrčili ulice, maskirani skvoteri su bili na krovovima, vrata i prozori su bili čvrsto zabarikadirani, a sa krova je visila zastava “Zašto privatizovati kad možemo kolektivizovati?”. Skvoteri su zatim odlučili da ovakva uznemiravanja ne mogu proći tek tako, i grupa od 60-ak ljudi je otišla do obližnje policijske stanice da “provere njihove sigurnosne mere, ali da ne čine još uvek ništa”.
Amsterdamska opština je ukupno otkupila preko 200 građevina koje su skvoteri zauzeli i legalizovala ih. Većinom tih zgrada upravljaju stambena udruženja koja zaključuju ugovor sa skvoterima.

### ELF eksperiment
ELF eksperiment (od 1999. do 2001) je bio eksperiment skvotiranja velike zgrade u Amsterdamu i uspostavljanja raznih inicijativa inspirisanih filozofijom novog doba. Tri meseca posle otvaranja je vlasnik tužio skvotere sudu i dobio spor, a skvoterima je naloženo da u roku od mesec dana napuste zgradu. Oni su odbili da idu i ostali su u zgradi još dve i po godine, pre nego su najzad bili izbačeni.
Unutar zgrade su postojali: magični restoran (gde je svako davao koliko može, a od priloga bi se kupovali sutrašnji obroci), čajdžinica, studio i umetnički prostor, prostor za uzgajanje marihuane i lekovitog bilja i skajlab gde su se 24 časa dnevno održavale žurke. Na vrhuncu eksperimenta, zgrada je bila naseljena ljudima iz 27 različitih zemalja.

### Otvoreni dan
U jesen 2003. je poslanik Jan Ten Hoopen, demohrišćanin, predložio antiskvoterski zakon čija je suština bila zabrana skvotiranja poslovnih prostora, dok je drugi poslanik Van As, inače trgovac nekretninama, predložio totalnu zabranu skvotiranja.
Skvoteri su odmah oformili komitet za organizaciju protesta, lobi grupu i tim za štampu. U 18 holandskih gradova i sela je održan “otvoreni dan” u preko 50 skvotova (smeštenih u poslovnim a ne stambenim prostorima) da pokažu šta bi bilo izgubljeno ako bi se izglasao taj zakon. Skvoteri su hteli da prikažu širi značaj skvotova za holandsko društvo, pored pružanja mesta za život skvotera. U nekim gradovima, poput Vageningena i Ajndhovena su organizovane i biciklističke ture, da bi se obišli svi skvoterski projekti.
Tokom ove kampanje, Ten Hoopen je došao u središte medijske pažnje, ali je svakim odgovorom na novinarska pitanja gubio podršu i kredibilitet. Zelena partija i socijalisti su skupštinsku debatu usmerili u pravcu stambenog pitanja i špekulacija sa nekretninama. Takođe je naglašeno da postoje milioni kvadratnih metara praznih poslovnih prostora u Holandiji. Odluka je na kraju bila da nema potrebe za novim zakonima, a temeljila se na argumentima koje su skvoteri izneli tokom kampanje protiv donošenja novog zakona.

## Skvotirana sela
Odmah pored Amsterdama, na obali mora se nalazi selo Ruigoord koje su čitavo zauzeli skvoteri i koje je postalo umetnička komuna. Početkom 1990-ih je staro stanovništvo iseljeno zbog planova rušenja sela i izgradnje luke. Projekat je godinama odlagan, a skvoteri su se malo-pomalo naseljavali, a mnogi među njima su bili umetnici, pisci i slikari, koji su to pretvorili u “umetnički raj”. Priređuju večeri poezije, džez svirke i tehno žurke, a jednom godišnje organizuju veliki festival. Ovakvih primera ima još po Holandiji, a trend ponovnog naseljavanja napuštenih sela je sve popularniji u Evropi.

## Zakon
1. oktobra 2010. godine na snagu je stupio zakon koji zabranjuje skvotiranje na teritoriji Holandije.

## Napomene
1. ↑  Navedeno prema Edgar Buršić “Squatterski pokreti u zapadnoj Europi”, diplomski rad, Odsjek za sociologiju Filozofskog fakulteta sveučilišta u Zagrebu
2. ↑  Navedeno prema Adilkno, Cracking the Movement
3. ↑  Vrije Keyser
4. ↑  Batinaši su često bili plaćeni ragbi timovi, koji su na poprište dolazili u kacigama, štitnicima, palicama i ostaloj opremi.
5. ↑  Postoji i knjiga u kome su opisani ovi događaji, zove se „De stad was van ons“ – Grad je bio naš. Naslov sve govori.
6. ↑  Navedeno prema Hans Pruijt, Squatting in Europe
7. ↑  Izbor Shellove zgrade nije bio nimalo slučajan, jer je to jedna od najvećih naftnih kompanija, koja je podržavala rasistički režim u Južnoj Africi, a većinske deonice drži holandska kraljevska porodica.

## Literatura
- Adilkno, Cracking the Movement
- Hans Pruijt, Squatting in Europe[мртва веза]
- Hans Pruijt, Is the institutionalization of urban movements inevitable?
- Justus Uitermark, Framing urban injustices: the case of the Amsterdam squatter movement
- Damjan Pavlica, Skvoterski pokret[мртва веза]

## Spoljašnje veze
- Specijalci izbacili skvotere iz tvrđave(језик: српски)
- Skvotiranje u Amsterdamu (video)
- Vlasti u Amsterdamu ispraznili 6 skvotova u oktobru 2008